# Lego szuperhősök – Flash, a villám
A Lego szuperhősök – Flash, a villám (eredeti cím: Lego DC Comics Super Heroes: The Flash) 2018-ban megjelent egész estés amerikai 3D-s számítógépes animációs film, amelyet eredetileg DVD-n adtak ki. A forgatókönyvet James Krieg és Jeremy Adams írta, az animációs filmet Ethan Spaulding rendezte, a zenéjét Tim Kelly szerezte, a producere Benjamin Melniker és Michael Uslan volt. A Warner Bros. Animation, a DC Entertainment és a The Lego Group készítette. Amerikában 2018. március 13-án adta ki DVD-n és Blu-ray-n a Warner Home Video.
Magyarországon 2018. március 21-én jelent meg DVD-n a ProVideo forgalmazásában.

## Szereplők
| Szereplő            | Eredeti hang             | Magyar hang           |
| ------------------- | ------------------------ | --------------------- |
| Flash / Barry Allen | James Arnold Taylor      | Hamvas Dániel         |
| Fordított-Flash     | Dwight Schultz           | Fekete Zoltán         |
| Batman              | Troy Baker               | Varga Gábor           |
| Superman            | Nolan North              | Király Adrián         |
| Gyilkos Krok        | Nolan North              | ?                     |
| Csodanő             | Grey Griffin             | Peller Anna           |
| Lois Lane           | Grey Griffin             | ?                     |
| Kiborg              | Khary Payton             | Dolmány Attila        |
| Atom                | Eric Bauza               | Gubányi György István |
| B'dg                | Eric Bauza               | ?                     |
| Jimmy Olsen         | Eric Bauza               | ?                     |
| Plasztik            | Tom Kenny                | Moser Károly          |
| Pingvin             | Tom Kenny                | ?                     |
| Tűzvihar            | Phil LaMarr              | Vida Péter            |
| Doktor Sors         | Kevin Michael Richardson | Maday Gábor           |
| Fagy kapitány       | Kevin Michael Richardson | ?                     |
| Zatanna             | Kate Micucci             | ?                     |
| Joker               | Jason Spisak             | Mikula Sándor         |
| Bumeráng kapitány   | Dee Bradley Baker        | Karácsonyi Zoltán     |
| Aquaman             | Dee Bradley Baker        | ?                     |
| Méregcsók           | Vanessa Marshall         | ?                     |
| Polgármester        | Audrey Wasilewski        | Kiss Erika            |

## Magyar változat
A szinkron a ProVideo megbízásából a Pannóniában készült.
- Magyar szöveg: Szép Veronika
- Hangmérnök: Árvai Csaba
- Gyártásvezető: Kasznárné Nagy Éva
- Szinkronrendező: Kosztola Tibor
- Produkciós vezető: Kovács Anita
- Felolvasó: Endrédi Máté